# أليكس تيرا
أليكس تيرا (بالبرتغالية: Alex Barboza de Azevedo Terra) (هانغل: 알레스 바르보자 지 아제베두 테하) هو لاعب كرة قدم كوري جنوبي وبرازيلي في مركز الهجوم، ولد في 2 نوفمبر 1982 في ساو جواو دي ميريتي في البرازيل. لعب مع نادي باهيا ونادي بونتي بريتا ونادي بينابولينيزي ونادي ريو برانكو ونادي غوياس ونادي فاليتا ونادي فلومينينسي ونادي ملبورن سيتي وناسيونال ماديرا.

## وصلات خارجية
- أليكس تيرا على موقع دوري كوريا الجنوبية (الإنجليزية)
- أليكس تيرا على موقع قاعدة بيانات كرة القدم.إي يو (الإنجليزية)
- أليكس تيرا على موقع Soccerway.com (الإنجليزية)